# Wiesława Mikoś-Rytel
Wiesława Małgorzata Mikoś-Rytel (ur. 8 kwietnia 1959 w Gliwicach, zm. 28 grudnia 2007 tamże) – polska architekt, wykładowca akademicki na Politechnice Śląskiej.

## Życiorys
W 1984 ukończyła studia na Wydziale Architektury Politechniki Śląskiej, a następnie pozostała na uczelni jako pracownik naukowy i wykładowca. W 1995 przedstawiła pracę doktorską pt. „Podstawy kształtowania architektonicznego niskich budynków mieszkalnych wykorzystujących energię słoneczną”, a następnie jako adiunkt organizowała seminaria, warsztaty i konferencje naukowe. W 2003 została odznaczona Brązowym Krzyżem Zasługi. W latach 2005–2006 była prodziekanem ds. studenckich.
Spoczywa na Cmentarzu Lipowym w Gliwicach (kw. B4-17-18).

## Projekty i realizacje
- projekty studialne osiedli ekologicznych w Wodzisławiu Śląskim i Gliwicach /1992–1995/;
- projekt kompleksu gastronomiczno-rekreacyjnego w Parku Śląskim /1996/;
- projekt osiedla mieszkaniowego "Monte Cassino" w Przemyślu /1998/;
- projekt narożnego zespołu kamienic w Przemyślu /1998/;
- projekt adaptacji XVII-wiecznego budynku na siedzibę inspektoratu PZU w Przeworsku /1998/;
- projekt zagospodarowania ulicy Klasztornej i Sienkiewicza na Jasnej Górze) w Częstochowie /2000/;
- projekt zagospodarowania Alei Najświętszej Marii Panny w Częstochowie /2001/;
- projekt zagospodarowania architektonicznego centralnych ulic miasta Świętochłowice /2002/;
- projekty domów jednorodzinnych oraz wnętrz 1998–2005 r.